# Stazione di Perugia Silvestrini
La stazione di Perugia Silvestrini è una fermata ferroviaria nel comune di Perugia sulla linea ferroviaria Foligno-Terontola, ed è al servizio del popoloso quartiere di San Sisto, del Polo Ospedaliero di Perugia, nonché delle strutture afferenti al Dipartimento Universitario di Medicina e Chirurgia.
La gestione degli impianti è affidata a Rete Ferroviaria Italiana (RFI).

## Storia
La fermata venne attivata il 9 maggio 2003.

## Struttura ed impianti
Non è presente un fabbricato viaggiatori e esiste un solo binario, servito da una banchina alta 55 cm.

## Servizi
- Fermata autobus
- Stazione accessibile ai disabili.
- Stazione video sorvegliata

## Movimento
Il servizio viaggiatori è esclusivamente di tipo regionale . I servizi regionali sono espletati dalla società Ferrovia Centrale Umbra s.r.l. che lo svolge in subappalto per conto di Trenitalia.
I treni che effettuano servizio presso questa stazione sono circa diciotto. Le loro principali destinazioni sono: Terontola-Cortona, Foligno e Ellera-Corciano.
Al 2007, l'impianto risultava frequentato da un traffico giornaliero medio di 14,5 persone.